# Lettre recommandée en Suisse
La lettre recommandée en Suisse est un service postal permettant à l'expéditeur d'un courrier de recevoir la preuve de sa bonne réception, signée par le récipiendaire.

## Différences juridique entre les modes de distribution
| Moyen de preuve                        | Lettre simple | Lettre suivie (A+) | Lettre recommandée | Lettre recommandée avec avis de réception |
| -------------------------------------- | ------------- | ------------------ | ------------------ | ----------------------------------------- |
| Date d’envoi du courrier               | Non           | Oui                | Oui                | Oui                                       |
| Acheminement du courrier à destination | Non           | Oui                | Oui                | Oui                                       |
| Date de réception du courrier          | Non           | Non                | Oui                | Oui                                       |
| Identification du récipiendaire        | Non           | Non                | Non                | Oui                                       |

## Implications juridiques

### Réception et retrait
Une lettre recommandée non retirée dans les délais ou refusées est juridiquement considérée comme reçue[réf. nécessaire].

## L'avis de réception
L'avis de réception est une option de la lettre recommandée, qui permet d'établir juridiquement la preuve de la réception par l'identification du récipiendaire et de sa signature[réf. nécessaire].